# Tammin Shire
Tammin Shire är en kommun i Australien. Den ligger i delstaten Western Australia, omkring 160 kilometer öster om delstatshuvudstaden Perth. Antalet invånare var 402 vid folkräkningen 2016.